# Giona Cividino
Giona Manuel Cividino (San Daniele del Friuli, 5 giugno 1974) è un velocista ed ex bobbista italiano.

## Biografia
Cresciuto a Majano, si dedicò all'atletica leggera, specializzandosi nelle gare di velocità con le società Libertas Udine e CUS Torino. Nell'estate 2001 stabilì i suoi primati personali nei 100 m (10"73) e 200 m (21"54), venendo così invitato a Vipiteno per effettuare alcuni test per il bob.
Selezionato per la Nazionale di bob dell'Italia, debuttò nel novembre 2001 nella Coppa Europa di bob, seguita poi da alcune gare nella Coppa del Mondo di bob. Pur avendo disputato solo sei gare, venne convocato a sorpresa per la selezione del bob a quattro inviata alle Olimpiadi invernali di Salt Lake City 2002, dove giunse al 19º posto.